# Hamun (shahrestan)
Hamun (persiska: شهرستان هامون, Shahrestan-e Hamun) är en delprovins (shahrestan) i Iran. Den ligger i provinsen Sistan och Baluchistan, i den östra delen av landet, vid gränsen mot Afghanistan. Administrativ huvudort är Mohamadabad.
Delprovinsen hade 41 017 invånare vid folkräkningen 2016.